# ニューヨーク泥棒結社
『ニューヨーク泥棒結社』（Fitzwilly）は1967年のアメリカ合衆国のコメディ映画。監督はデルバート・マン。出演はディック・ヴァン・ダイクなど。

## キャスト
※括弧内は日本語吹替（初回放送1975年9月21日『日曜洋画劇場』）
- フィッツウィリー：ディック・ヴァン・ダイク（天田俊明）
- ジュリエット：バーバラ・フェルドン（鈴木弘子）
- アルバート：ジョン・マクギバー
- ビクトリア・ウッドワース夫人：イーディス・エヴァンス
- ノーウェル氏：ハリー・タウンズ
- モートン・ダン氏：ジョン・フィードラー
- グリムスビー：アン・セイモア
- オーバーブラッツ：ノーマン・フェル
- バックマスター：セシル・ケラウェイ

## スタッフ
- 監督：デルバート・マン
- 製作：ウォルター・ミリッシュ
- 原作：ポインツ・タイラー
- 脚本：イソベル・レナート
- 撮影：ジョセフ・バイロック
- 音楽：ジョニー・ウィリアムズ